# 라시드 람지
라쉬드 람지(1980년 7월 17일 ~ , Rashid Ramzi, 아랍어: رشيد رمزي)는 바레인 국적의 육상 선수로 주 종목은 800m와 1500m이다. 그는 원래 모로코 태생으로 모로코의 사피(Safi)에서 자랐으며, 2002년 바레인 국적을 취득하기 전까진 모로코 대표로 뛰었다.
2005년 세계육상선수권대회에서 800m와 1500m를 석권해, 바레인에 대회 사상 최초의 금메달을 안겼으며 1964년 피터 스넬 이후 31년 만에 메이저 육상 대회에서 800m, 1500m를 석권한 선수가 됐다. 2년 뒤 열린 2007년 세계육상선수권대회에선 2위에 그쳤지만, 2008년 하계 올림픽 1500m에서 3분 32초 94의 기록으로 아스벨 키프루토 키프로프를 제치고 금메달을 획득, 조국 바레인에 올림픽 첫 금메달을 안겼지만 도핑 테스트에서 탈락해 실격 처리되었다.

## 도핑 파동
2009년 4월, 바레인 올림픽 위원회(BOC)는 람지가 베이징 올림픽 도핑 테스트에서 양성 반응을 보였다고 밝혔다. 람지는 CERA(Continuous erythropoietin receptor activator)라는 약물에 양성 반응을 보였는데, CERA는 혈액에 산소 용적을 증가시키는 금지 약물인 에리스로포이에틴(EPO)을 향상시킨 것이다. 람지의 예비 B샘플은 2009년 6월 18일에 테스트 됐으며, 테스트 결과 역시 양성으로 나타났다. 이와 관련해 7월 17일에 심리가 열렸으며, 8월 13일부터 14일까지 베를린에서 해당 선수의 이전 게임과 앞으로의 게임들에 대해 징계를 내릴 수 있는 IOC 미팅이 열렸다. 람지는 결백을 주장하고 있지만, 올림픽 금메달을 박탈당하고 자격정지 2년의 징계를 받았다. 람지는 약물 파동 때문에 2009년 세계육상선수권대회에 출전하지 못했으며 이 대회 1500m에선 같은 나라의 유수프 사드 카멜이 우승했다.

## 성적

### 주요 대회 성적
| 날짜            | 종목  | 대회                          | 장소       | 순위 | 기록    | 기타                |
| --------------- | ----- | ----------------------------- | ---------- | ---- | ------- | ------------------- |
| 2002년 10월 9일 | 1500m | 2002년 아시안 게임            | 부산       | 1위  | 3:47.33 |                     |
| 2004년 3월 7일  | 800m  | 2004년 세계 실내 육상 선수권  | 부다페스트 | 2위  | 1:46.15 | 실내 개인 최고 기록 |
| 2005년 8월 10일 | 800m  | 2005년 세계육상선수권대회     | 헬싱키     | 1위  | 1:44.24 | 개인 최고 기록      |
| 2005년 8월 14일 | 1500m | 2005년 세계육상선수권대회     | 헬싱키     | 1위  | 3:37.88 |                     |
| 2005년 9월 10일 | 1500m | 2005년 세계 육상 파이널       | 모나코     | 8위  | 3:36.88 |                     |
| 2007년 8월 29일 | 1500m | 2007년 세계육상선수권대회     | 오사카     | 2위  | 3:35.00 |                     |
| 2008년 3월 8일  | 1500m | 2008년 세계실내육상선수권대회 | 발렌시아   | 5위  | 3:40.26 |                     |
| 2008년 8월 19일 | 1500m | 2008년 하계 올림픽            | 베이징     | 실격 | 3:32.94 | 금지 약물 복용      |

### 실외 개인 최고 기록
| 종목  | 날짜       | 장소     | 기록         |
| ----- | ---------- | -------- | ------------ |
| 800m  | 2006/07/17 | 마드리드 | 1분 44초 05  |
| 1500m | 2006/07/14 | 로마     | 3분 29초 14  |
| 5000m | 2008/07/13 | 탕헤르   | 13분 10초 72 |

### 실내 개인 최고 기록
| 종목  | 날짜       | 장소       | 기록        |
| ----- | ---------- | ---------- | ----------- |
| 800m  | 2004/03/07 | 부다페스트 | 1분 46초 15 |
| 1500m | 2008/03/07 | 발렌시아   | 3분 37초 31 |